# Megazvířata
Megazvířata (v anglickém originále  Mega Beasts) jsou americký šestidílný dokumentární televizní cyklus, poprvé vysílaný 13. září 2009 na kanálu Discovery Channel. Pomocí počítačové grafiky zde tvůrci spolu s vědci "oživili" dávno vyhynulé tvory. Dokument má šest epizod: Největší masožravý dinosaurus, Varan kosatčí, Pes medvědovitý, Pták děsivý, Obří americký predátor a T-Rex z hlubin. V originále jsou však epizody po sobě vysílané jinak. Na 2 DVD poprvé dokument vyšel v roce 2010 a vydala jej firma Amazon. V Česku ale zatím nevyšel. 